# Lekkoatletyka na Letnich Igrzyskach Olimpijskich 1900 – bieg na 110 metrów przez płotki mężczyzn
Bieg na 110 m przez płotki na igrzyskach olimpijskich w 1900 w Paryżu rozegrano 14 lipca 1900 w Lasku Bulońskim. Startowało 9 lekkoatletów z 3 krajów.

## Rekordy
| Rekord świata     | 15,2 | Alvin Kraenzlein | Chicago (USA)  | 18 czerwca 1898  |
| Rekord olimpijski | 17,8 | Thomas Curtis    | Ateny (Grecja) | 10 kwietnia 1896 |

## Eliminacje
Rozegrano trzy biegi eliminacyjne. Zwycięzcy wchodzili do finału, a pokonani startowali w repasażach.

### Bieg 1

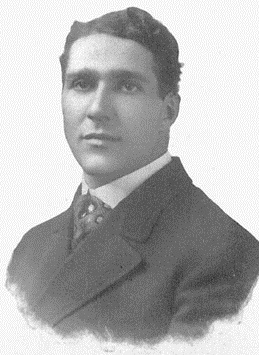
John McLean

| Poz. | Zawodnik          | Kraj              | Wynik  | Uwagi |
| ---- | ----------------- | ----------------- | ------ | ----- |
| 1.   | Alvin Kraenzlein  | Stany Zjednoczone | 15,6   | Q     |
| 2.   | Frederick Moloney | Stany Zjednoczone | (16,0) | R     |
| 3.   | John McLean       | Stany Zjednoczone | (16,3) | R     |
| –    | Eugène Choisel    | Francja           | DNF    | R     |

Kraenzlein ustanowił nowy rekord świata, choć wynik był wyraźnie słabszy od jego rekordu na 120 jardów przez płotki. Moloney był o trzy jardy za nim, a McLean o następne dwa jardy. Choisel nie ukończył biegu.

### Bieg 2
| Poz. | Zawodnik              | Kraj              | Wynik    | Uwagi |
| ---- | --------------------- | ----------------- | -------- | ----- |
| 1.   | Norman Pritchard      | Indie Brytyjskie  | 16,6     | Q     |
| 2.   | William Remington     | Stany Zjednoczone | (16,8)   | R     |
| 3.   | William Lewis         | Stany Zjednoczone | nieznany | R     |
| –    | Adolphe Klingelhoefer | Francja           | DNF      |       |

Pritchard pokonał Remingtona o pół jarda. Lewis przybiegł wyraźnie za nimi, a Klingelhoefer nie ukończył biegu.

### Bieg 3
| Poz. | Zawodnik     | Kraj    | Wynik    | Uwagi |
| ---- | ------------ | ------- | -------- | ----- |
| 1.   | Jean Lécuyer | Francja | walkower | Q     |

Startował tylko jeden zawodnik, który awansował do finału walkowerem.

## Repasaże
Rozegrano dwa biegi. Zwycięzcy awansowali do finału.

### Bieg 1
| Poz. | Zawodnik          | Kraj              | Wynik    | Uwagi |
| ---- | ----------------- | ----------------- | -------- | ----- |
| 1.   | Frederick Moloney | Stany Zjednoczone | 17,0     | Q     |
| 2.   | William Lewis     | Stany Zjednoczone | (17,8)   |       |
| 3.   | Eugène Choisel    | Francja           | nieznany |       |

Moloney pokonał Lewisa o 5 metrów.

### Bieg 2
| Poz. | Zawodnik          | Kraj              | Wynik    | Uwagi |
| ---- | ----------------- | ----------------- | -------- | ----- |
| 1.   | John McLean       | Stany Zjednoczone | 17,0     | Q     |
| 2.   | William Remington | Stany Zjednoczone | nieznany |       |

McLean zwyciężył zdecydowanie.

## Finał
| Poz.   | Zawodnik          | Kraj              | Wynik    | Uwagi |
| ------ | ----------------- | ----------------- | -------- | ----- |
| złoto  | Alvin Kraenzlein  | Stany Zjednoczone | 15,4     | WR    |
| srebro | John McLean       | Stany Zjednoczone | (15,5)   |       |
| brąz   | Frederick Moloney | Stany Zjednoczone | (15,6)   |       |
| 4.     | Jean Lécuyer      | Francja           | nieznany |       |
| –      | Norman Pritchard  | Indie Brytyjskie  | DNF      |       |

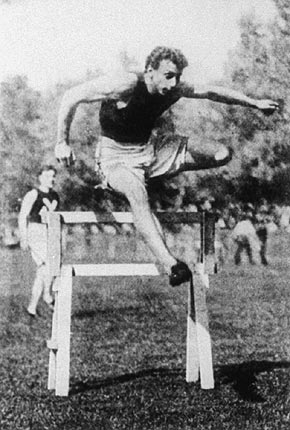
Alvin Kraenzlein

Wskutek błędu niedoświadczonego startera McLean wystartował wcześniej i po wyjściu z bloków miał 5 jardów przewagi nad Kraenzleinem, ten go jednak dogonił na 8 płotku i wygrał o 3 jardy, poprawiając własny rekord świata. Moloney, który łatwo pokonał McLeana w eliminacjach, przegrał z nim o stopę.